# قصور الفوطة

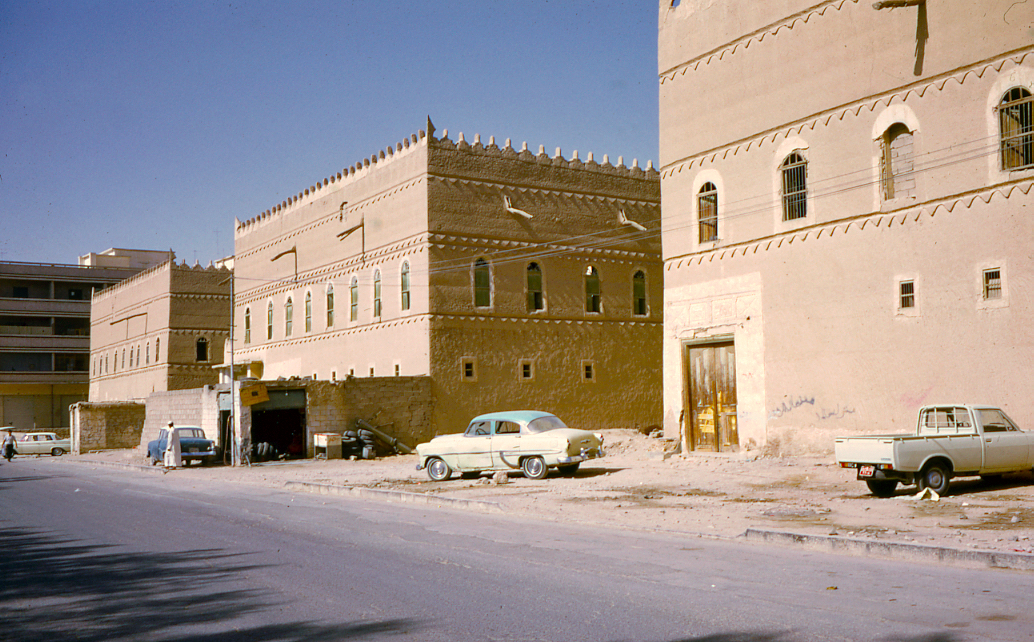
قصور الفوطة في حي الفوطة في الرياض عام 1974

قُصور الفوطة (بالإنجليزية: Quṣūr al-Fuṭa) كانت مجموعة من خمسة قصور في حي الفوطة بمدينة الرياض، المملكة العربية السعودية. تم بناء هذه القصور لخمس من أبناء الملك عبد العزيز بن سعود عندما بلغوا سن الزواج. أمر الملك ببنائها في عام 1942.
كانت القصور تقع في حي الفوطة، على بُعد مسافة قصيرة إلى الجنوب من قصر المربع. وقد نُشرت صورة قديمة لقصور الفوطة بواسطة تومي والترز من شركة أرامكو في كتاب "الرياض، المدينة القديمة" الذي أصدره فاسي.